# Filiskos z Miletu
Filiskos z Miletu (gr. Φιλίσκος ο Μιλήσιος) – grecki nauczyciel retoryki i mówca z IV wieku p.n.e., uczeń Izokratesa.
Zanim zajął się retoryką, był znanym flecistą („najbardziej paradoksalnym”), dlatego Izokrates nazywał go „otworem fletu”. Później założył własną szkołę w Atenach, gdzie jego uczniami byli historycy Timajos z Tauromenium i Neantes z Kizikosu.
Napisał podręcznik sztuki retoryki składający się z dwóch ksiąg, biografię ateńskiego mówcy i polityka Likurga oraz zbiór aforyzmów i przykładów retorycznych zaczerpniętych od swojego nauczyciela Izokratesa. Zachował się jego epigramat dla Lizjasza (przekazany przez Pseudo-Plutarcha) oraz fragment nieznanego dzieła odnaleziony na papirusie z Oksyrynchos.
Według anonimowego autora tego papirusu (z II wieku n.e.) Filiskos opisał historię dziecka, o które spierały się dwie kobiety. Sędzia miał nakazać przecięcie dziecka na pół, aby każda z matek otrzymała swoją część. Fragment ten, przypominający biblijną opowieść o Salomonie, wywołał liczne komentarze. Niektórzy badacze twierdzili, że identyczne podobieństwo obu historii dowodzi, iż Filiskus (a więc i inni Grecy czwartego wieku przed Chrystusem) znali już opowieści biblijne. Inni argumentowali, że nie jest to pewne, ponieważ historia Filiskosa, podobnie jak jej biblijny odpowiednik, mogła pochodzić ze starszego źródła indyjskiego.